# Jora Vision
Jora Vision is een Nederlands toeleverancier voor de recreatiesector zoals attractieparken, musea en dierentuinen op het gebied van decoratie. Het bedrijf ontwerpt en bouwt attracties, maar richt zich met name op de thematisering ervan, een zodanige vormgeving van een attractie dat het past bij een overkoepelend verhaal van een attractiepark of een deel daarvan. Jora Vision is actief in Europa en Azië, heeft ongeveer 40 medewerkers en is gevestigd in Rijnsburg.

## Geschiedenis
Eigenaar De Raad (1966) begon in Rijnsburg in de jaren 80 met de handel in droogbloemen. Het bedrijf maakte een overstap naar zijden en kunststof planten en voegde daar andere materialen aan toe. Jora verzorgde de decoratie in horecagelegenheden en zwembaden, nam een eigen werkplaats in gebruik en later een ontwerpafdeling. De horecaprojecten namen in belang af en de omzet uit de attractieparken nam toe. Daarvoor werden in eerste aanleg voornamelijk decoratieve opdrachten verricht, maar dat groeide uit tot een specialisatie in thematisering.

### Thematisering
Thematisering is het koppelen van een overkoepelend verhaal aan een attractie of parkdeel en het uitwerken van dat thema. Daarbij valt te denken aan decoratie, audiovisuele middelen, naamgeving, vormgeving en merchandising. Als een van de marktpartijen op dit gebied voerde Jora Vision opdrachten uit voor een verscheidenheid aan opdrachtgevers, zoals de Efteling in Nederland en het Franse Futuroscope. Voor een gethematiseerde en van decorbouw voorziene minigolf in het park Molenheide kreeg Jora Vision in 2010 een onderscheiding van de Themed Entertainment Association, een brancheorganisatie. De branchewebsite newsparcs.com rekent het bedrijf tot de Europese marktleiders op het gebied van thematisering. In de Leisure wereld vervagen de lijnen steeds meer tussen de verschillende onderdelen en werelden (dierenparken, themaparken, speeltuinen, etc), Jora Vision gelooft dat die verschuiving een algemene trend is.

### Adventure World Warsaw
Jora Vision was ook betrokken bij het geplande Adventure World in Warschau. Het verzorgde daar in opdracht van hoofdaannemer Imtech het ontwerp van het attractiepark. Vanwege fraude en andere oorzaken kwam Imtech in 2013 in de problemen, maar Jora Vision gaf aan daardoor geen schade te hebben geleden.

### Hof van Nederland
Madurodam slaat een nieuwe koers in en heeft Jora Vision daarin betrokken. Zo opende het Haagse familiepark onlangs de attractie Hof van Nederland, een multisensoriële ervaring.